# رم (آلاباما)
رم (به انگلیسی: Rome) یک منطقهٔ مسکونی در ایالات متحده آمریکا است که در شهرستان کاوینگتون، آلاباما واقع شده‌است. رم ۹۶٫۰۱ متر بالاتر از سطح دریا واقع شده‌است.